# Salvatore Russo (calciatore)
Salvatore Russo, noto anche con lo pseudonimo di Sasà (Salerno, 12 luglio 1971), è un allenatore di calcio ed ex calciatore italiano, di ruolo difensore o centrocampista.

## Carriera

### Club
Cresciuto nelle giovanili del Napoli, viene ceduto in prestito alla Fidelis Andria, squadra in cui colleziona una presenza. Negli anni successivi gioca in molte squadre campane: Ischia Isolaverde, Boys Caivanese, Battipagliese e Nocerina.
La svolta nella sua carriera arriva nel gennaio 2000, quando viene ceduto all'Ancona, ottenendo nella stessa stagione la promozione in Serie B e divenendo capitano della formazione dorica. Il 1º settembre 2003, sempre con la squadra biancorossa, esordisce in Serie A contro il Milan, in un incontro terminato 2-0 per i rossoneri.
A gennaio decide di scendere di categoria pur di giocare nella Salernitana, la squadra della sua città, collezionando 15 presenze.
In estate viene ceduto alla Ternana. Due anni e mezzo dopo ritorna alla Salernitana, contribuendo prima a salvare la squadra granata e, nelle due stagioni successive, a riportarla in Serie B e ad agguantare poi una salvezza nella serie cadetta. Nell'estate 2011, dopo l'esclusione della Salernitana dai campionati, si accorda con la Paganese. Il 3 febbraio 2012 rescinde il contratto con la Paganese.

### Allenatore
Dalla stagione 2014-2015 intraprende la carriera di allenatore, diventando allenatore in seconda di Raffaele Novelli all'Aversa Normanna.
Nella stagione 2016-2017 diventa vice di Giovanni Martusciello all'Empoli.
Nella stagione 2018-2019 diventa vice di Gianluca Grassadonia al Foggia. L'11 dicembre 2018 viene esonerato con Gianluca Grassadonia. L'11 marzo 2019 viene richiamato con Gianluca Grassadonia. Dal 2022 entra nello staff tecnico del Napoli come collaboratore di Luciano Spalletti, seguendolo anche nella successiva esperienza nella nazionale italiana.

## Statistiche

### Presenze e reti nei club
| Stagione                 | Squadra                  | Campionato               | Campionato | Campionato | Coppe nazionali | Coppe nazionali | Coppe nazionali | Coppe continentali | Coppe continentali | Coppe continentali | Altre coppe | Altre coppe | Altre coppe | Totale | Totale | Totale |
| Stagione                 | Squadra                  | Comp                     | Pres       | Reti       | Comp            | Pres            | Reti            | Comp               | Pres               | Reti               | Comp        | Pres        | Reti        | Pres   | Reti   |        |
| ------------------------ | ------------------------ | ------------------------ | ---------- | ---------- | --------------- | --------------- | --------------- | ------------------ | ------------------ | ------------------ | ----------- | ----------- | ----------- | ------ | ------ | ------ |
| 1989-1990                | Fidelis Andria           | C1                       | 1          | 0          | CISC            | ?               | ?               | -                  | -                  | -                  | -           | -           | -           | 1+     | 0+     |        |
| 1990-1991                | Ischia Isolaverde        | C1                       | 26         | 1          | CISC            | ?               | ?               | -                  | -                  | -                  | -           | -           | -           | 26+    | 1+     |        |
| 1991-1992                | Napoli                   | A                        | 0          | 0          | CI              | 0               | 0               | -                  | -                  | -                  | -           | -           | -           | 0      | 0      |        |
| 1992-1993                | Ischia Isolaverde        | C1                       | 24         | 1          | CISC            | ?               | ?               | -                  | -                  | -                  | -           | -           | -           | 24+    | 1+     |        |
| 1993-1994                | Ischia Isolaverde        | C1                       | 9          | 0          | CISC            | ?               | ?               | -                  | -                  | -                  | -           | -           | -           | 9+     | 0+     |        |
| 1994-1995                | Ischia Isolaverde        | C1                       | 20         | 1          | CISC            | ?               | ?               | -                  | -                  | -                  | -           | -           | -           | 20+    | 1+     |        |
| Totale Ischia Isolaverde | Totale Ischia Isolaverde | Totale Ischia Isolaverde | 52         | 2          |                 | ?               | ?               |                    | -                  | -                  |             | -           | -           | 52+    | 2+     |        |
| 1995-1996                | Boys Caivanese           | CND                      | 18         | 3          | CID             | ?               | ?               | -                  | -                  | -                  | -           | -           | -           | 18+    | 3+     |        |
| giu.-set. 1996           | Ischia Isolaverde        | C1                       | 1          | 0          | CISC            | ?               | ?               | -                  | -                  | -                  | -           | -           | -           | 1+     | 0+     |        |
| set. 1996-1997           | Battipagliese            | C2                       | 33         | 3          | CISC            | ?               | ?               | -                  | -                  | -                  | -           | -           | -           | 33+    | 3+     |        |
| 1997-1998                | Battipagliese            | C1                       | 32+2       | 1+0        | CISC            | ?               | ?               | -                  | -                  | -                  | -           | -           | -           | 34+    | 1+     |        |
| Totale Battipagliese     | Totale Battipagliese     | Totale Battipagliese     | 67         | 4          |                 | ?               | ?               |                    | -                  | -                  |             | -           | -           | 67+    | 4+     |        |
| 1998-1999                | Nocerina                 | C1                       | 31         | 0          | CI+CISC         | 2+?             | 0+?             | -                  | -                  | -                  | -           | -           | -           | 33+    | 0+     |        |
| 1999-2000                | Nocerina                 | C1                       | 18         | 1          | CISC            | ?               | ?               | -                  | -                  | -                  | -           | -           | -           | 18+    | 1+     |        |
| Totale Nocerina          | Totale Nocerina          | Totale Nocerina          | 49         | 1          |                 | 2+              | 0+              |                    | -                  | -                  |             | -           | -           | 51+    | 1+     |        |
| gen.-giu. 2000           | Ancona                   | C1                       | 8+1        | 1+0        | CISC            | ?               | ?               | -                  | -                  | -                  | -           | -           | -           | 9+     | 1+     |        |
| 2000-2001                | Ancona                   | B                        | 33         | 2          | CI              | 3               | 0               | -                  | -                  | -                  | -           | -           | -           | 36     | 2      |        |
| 2001-2002                | Ancona                   | B                        | 36         | 2          | CI              | 2               | 0               | -                  | -                  | -                  | -           | -           | -           | 38     | 2      |        |
| 2002-2003                | Ancona                   | B                        | 32         | 0          | CI              | 6               | 0               | -                  | -                  | -                  | -           | -           | -           | 38     | 0      |        |
| 2003-2004                | Ancona                   | A                        | 9          | 0          | CI              | 1               | 0               | -                  | -                  | -                  | -           | -           | -           | 10     | 0      |        |
| Totale Ancona            | Totale Ancona            | Totale Ancona            | 119        | 5          |                 | 12+             | 0+              |                    | -                  | -                  |             | -           | -           | 131+   | 5+     |        |
| gen.-giu. 2004           | Salernitana              | B                        | 15         | 0          | CI              | 0               | 0               | -                  | -                  | -                  | -           | -           | -           | 15     | 0      |        |
| 2004-2005                | Ternana                  | B                        | 22         | 0          | CI              | 2               | 0               | -                  | -                  | -                  | -           | -           | -           | 24     | 0      |        |
| 2005-2006                | Ternana                  | B                        | 29         | 1          | CI              | 2               | 0               | -                  | -                  | -                  | -           | -           | -           | 31     | 1      |        |
| 2006-gen. 2007           | Ternana                  | C1                       | 14         | 1          | CI+CISC         | 1+?             | 0+?             | -                  | -                  | -                  | -           | -           | -           | 14+    | 1+     |        |
| Totale Ternana           | Totale Ternana           | Totale Ternana           | 65         | 2          |                 | 5+              | 0+              |                    | -                  | -                  |             | -           | -           | 70+    | 2+     |        |
| gen.-giu. 2007           | Salernitana              | C1                       | 12         | 1          | CISC            | ?               | ?               | -                  | -                  | -                  | -           | -           | -           | 12+    | 1+     |        |
| 2007-2008                | Salernitana              | C1                       | 27         | 0          | CISC            | ?               | ?               | -                  | -                  | -                  | SC-C1       | 2           | 0           | 29+    | 0+     |        |
| 2008-2009                | Salernitana              | B                        | 21         | 0          | CI              | 3               | 0               | -                  | -                  | -                  | -           | -           | -           | 24     | 0      |        |
| 2009-2010                | Salernitana              | B                        | 13         | 0          | CI              | 1               | 0               | -                  | -                  | -                  | -           | -           | -           | 14     | 0      |        |
| 2010-2011                | Salernitana              | LP1                      | 2+1        | 0+0        | CI+CILP         | 1+?             | 0+?             | -                  | -                  | -                  | -           | -           | -           | 4+     | 0+     |        |
| Totale Salernitana       | Totale Salernitana       | Totale Salernitana       | 76         | 1          |                 | 5+              | 0+              |                    | -                  | -                  |             | 2           | 0           | 83+    | 1+     |        |
| 2011-feb. 2012           | Paganese                 | LP2                      | 13         | 0          | CILP            | ?               | ?               | -                  | -                  | -                  | -           | -           | -           | 13+    | 0+     |        |
| Totale carriera          | Totale carriera          | Totale carriera          | 502        | 19         |                 | 24+             | 0+              |                    | -                  | -                  |             | 2           | 0           | 526+   | 19+    |        |

## Palmarès

### Giocatore

#### Competizioni nazionali
- Serie C2: 2

Ischia Isolaverde: 1990-1991
Battipagliese: 1996-1997